# Saint-Loup (Allier)
Saint-Loup é uma comuna francesa na região administrativa de Auvérnia-Ródano-Alpes, no departamento Allier. Estende-se por uma área de 17,69 km². Em 2010 a comuna tinha 582 habitantes (densidade: 32,9 hab./km²).